# Simple Forms
Simple Forms è il terzo album in studio del gruppo musicale neozelandese The Naked and Famous, pubblicato nel 2016.

## Tracce
1. Higher – 3:50
2. The Water Beneath You – 3:52
3. My Energy – 4:00
4. Last Forever – 4:13
5. Losing Our Control – 3:56
6. Backslide – 4:05
7. Laid Low – 3:55
8. The Runners – 4:20
9. Falling – 3:51
10. Rotten – 4:21